# William Savona
William Savona (Valletta, 7 januari 1865 - ?, 18 januari 1937) was een Maltees politicus. Zijn vader, Sigismundo Savona, was een lid van de Regeringsraad van (de Britse kolonie) Malta.
William Savona studeerde aan het lyceum en studeerde daarna rechten aan de Koninklijke Universiteit van Malta. In 1886 promoveerde hij. Hij diende in het Britse leger tijdens de Eerste Wereldoorlog in Saloniki. In 1919 sloot hij zich aan bij de arbeidersbeweging. Later was hij betrokken bij de oprichting van de Labour Party (LP). In 1921 werd hij tot voorzitter van de partij gekozen. Bij de verkiezingen van 1921 en 1927 behaalde de LP 7 zetels en bij de verkiezingen van 1927 drie zetels.
Van 1922 tot 1923 was Savona minister van Post, Douanezaken, Landbouw en Visserij in de regering van premier Joseph Howard van de Partit Nazzjonalista.
In 1927 werd Paul Boffa tot zijn opvolger als voorzitter van de LP gekozen. In 1928 trok Savona zich uit de politiek terug.
William Savona overleed in 1937. Hij was getrouwd met Nusa Rosenenbush. Een van zijn zonen, Anthony Savona, was lid van de British Union of Fascists (BUF). Hij werd tijdens de Tweede Wereldoorlog geïnterneerd in Oeganda.